# Comarque de Cervera
Pour les articles homonymes, voir Cervera.
La comarque de Cervera, (La Rioja - Espagne), aussi connue comme comarque de l'Alhama-Linares est la zone suborientale de la région, limitée avec les provinces de la Navarre et de Soria. Cette région dans la Rioja Baja est située en zone de montagne. Durant les dernières années, s'est produit un important exode.

## Municipalités
- Aguilar del Río Alhama
- Cervera del Río Alhama
- Igea,
- Navajún
- Valdemadera

### Sources
- (es) Cet article est partiellement ou en totalité issu de l’article de Wikipédia en espagnol intitulé « Comarca de Cervera » (voir la liste des auteurs).